# Temporada de patos
Temporada de patos és una pel·lícula mexicana estrenada en 2004, escrita i dirigida per Fernando Eimbcke. Guanyadora del premi a la millor llargmetratge mexicà als Premis Mayahuel i del premi Fipresci per millor pel·lícula mexicana. Guanyadora del Premi Ariel en 2005 a millor pel·lícula, millor director, guió original, entre d'altres.

## Repartiment
- Enrique Arreola: Ulises
- Diego Cataño: Moko
- Daniel Miranda: Flama
- Danny Perea: Rita
- Carolina Politi: Mare de Flama

## Sinopsi
Dos adolescents de la Unidad Habitacional Tlatelolco de la Ciutat de Mèxic es preparen per a passar un diumenge sols en un departament amb els seus jocs de vídeo, còmics i una pizza. A causa d'un tall en l'energia elèctrica, els seus plans canvien radicalment, apareix una veïna adolescent que diu necessitar el seu forn, i un repartidor de pizzes que discuteix amb ells pel temps de lliurament.
Els quatre, entrampats en una situació absurda dins del departament, tracten de desenvolupar les seves respectives rutines, però acaben entaulant relacions personals en expressar els seus conflictes interns. En aquest viatge els mateixos personatges descobreixen coses de si mateixos que no sabien que eren aquí.
Flama ha de decidir amb quin dels seus pares viurà després del seu divorci. Moko tem perdre al seu amic, Flama, pel qual creu tenir sentiments més profunds. La veïna és una joveneta ignorada per la seva família, fins i tot en el dia del seu aniversari. El repartidor de pizzes manté un treball que li resulta frustrant per a poder ajudar a la seva família.
Un pastís improvisat, elaborat per accident amb marihuana, fa sortir sentiments fins llavors ocults en cadascun dels personatges, mentre tots observen esbalaïts el quadre Temporada d'ànecs, penjat en una de les parets del departament.

## Sobre el títol
El títol de la pel·lícula fa referència a un quadre penjat a la sala del departament: uns ànecs volant sobre un llac. En veure'l, el repartidor de pizzes els conta que els ànecs volen en formació de V amb la finalitat de donar-se suport mútuament, tallant l'aire i girant-se de posició per evitar el cansament.
Una altra explicació del títol deriva de la dita popular El pato tirándole a las escopetas, ue es refereix als qüestionaments fets pels personatges cap a les figures d'autoritat en les seves vides (pares i caps).
Una opció més és la frase popular: "Fer-se ànec", la qual fa referència a una persona desobligada o exempta d'ocupacions, sense fruit ni profit, una persona ociosa.

## Comentaris
Aquest film ocupa el lloc 33 dins de la llista de les 100 millors pel·lícules mexicanes de la història, segons l'opinió de 27 crítics i especialistes del cinema a Mèxic, publicada pel portal Sector Cine al juny de 2020.